# Calle de Ramon Albó
La calle de Ramon Albó está ubicada en el barrio barcelonés de Nou Barris. Es de sentido único, dirección norte, dispone de carril bus y bici y tiene una longitud aproximada de medio km. La calle está dedicada a Ramon Albó i Martí (Barcelona 1872-1955), sociólogo y abogado, propietario de fincas del lugar.